# Donovan van den Heever
Donovan van den Heever (* 22. Februar 1981) ist ein südafrikanischer Schachspieler.
Für die Nationalmannschaft von Südafrika hat er an mehreren Schacholympiaden teilgenommen (2006, 2010, 2014, 2016 und 2018). An hinteren Brettern spielend erreichte er dabei eine deutlich positive Ergebnisbilanz.
Im Juni 2014 gewann er das Zonenturnier in Windhoek. Hierfür wurde ihm vom Weltschachverband FIDE der Titel Internationaler Meister verliehen.
Seine höchste Elo-Zahl war 2301 im November 2010.